# Christoph Gentges
Christoph Gentges, né le 8 mai 1974 à Eupen,  est un homme politique belge germanophone, membre du Partei für Freiheit und Fortschritt (PFF).
Il est gradué en gestion.

## Fonctions politiques
- 2014-     : député de la Communauté germanophone en suppléance d'Isabelle Weykmans, ministre, empêchée[1]